# Christian Frederik Ingerslev
Christian Frederik Ingerslev, född 4 september 1803 i Gylling, död 2 februari 1868 i Aarhus, var en dansk skolman och filolog, far till Emmerik Ingerslev.
Ingerslev avlade studentexamen 1820 vid Aarhus Katedralskole och var privatlärare i Ringsted 1822–1824. 

## Utmärkelser
- Professors namn,  1846[2]
- Riddare av Dannebrogorden,  1847[2]

[Redigera Wikidata]